# USS O'Hare (DD-889)
El USS O'Hare (DD/DDR-889) fue un destructor de clase Gearing de la Armada de los Estados Unidos que recibía su nombre en memoria del teniente Edward "Butch" O'Hare, que recibió la Medalla de Honor al caer durante la batalla de Tarawa el 27 de noviembre de 1943. Este buque, durante dos quintos de su vida operativa, sirvió en la Armada Española con el nombre de Méndez Núñez (D-63), en honor a Casto Méndez Núñez.
El O'Hare fue puesto en grada en los astilleros de Consolidated Steel Corporation en Orange (Texas) el 27 de enero de 1945; donde fue botado el 22 de junio de 1945, amadrinado por Selma O'Hare, la madre del teniente O'Hare, y fue dado de alta en la armada de los Estados Unidos el 29 de noviembre de 1945. 

## Historial de servicio

### 1946-1963
En febrero de 1946, tras sus pruebas de mar, el O'Hare pasó al servicio activo en la Armada de los Estados Unidos. Tras participar en 1946 en maniobras desde Nuevo Brunswick hasta los Cayos de Florida, embarcó a su primer grupo de guardiamarinas para una travesía a lo largo de Latinoamérica durante el verano de 1947. Partió de la base naval de Norfolk (Virginia), a comienzos de mayo de 1948 rumbo al Mediterráneo para servir temporalmente bajo la bandera de las Naciones Unidas como buque para la evacuación de Haifa desde el 24 de junio, durante la guerra árabe-israelí de 1948. Antes de retornar en septiembre a los Estados Unidos, realizó varias visitas de buena volunad, antes de concluir su despliegue con la Sexta Flota.
Antes de finalizar 1962, había realizado 8 cruceros similares, lo que permitió a sus tripulaciones familiarizarse con el área. En el transcurso de estas, se vio envuelto en dos ocasiones en operaciones de rescate 1957 y de nuevo en 1961, de aviadores navales de los portaaviones USS Randolph (CV-15) y USS Franklin D. Roosevelt (CV-42) respectivamente fueron rescatados del mar. Para incrementar sus capacidades, el O'Hare fue convertido durante 1953 en "buque radar" (DDR-889) y en 1958 recibió la instalación de sistemas de datos electrónicos. Sus mayores modificaciones, se realizaron en 1963, con el programa Rehabilitación y modernización de flota (Fleet Rehabilitation and Modernization) FRAM Mk I, tras la cual, recuperó su numeral.

### 1963-1973
El inicio del conflicto en Vietnam hizo que el DD-889 fuera asignado a la WestPac. Partió de Norfolk el 1 de junio de 1966, y asumió taras de apoyo con su artillería a lo largo de la costa de Vietnam el 15 de julio, disparando en misiones a lo largo de las cuatro áreas de la costa sur. El O'Hare sirvió como escolta de los portaaviones de la base Yankee en el Golfo de Tonkín, participó en la Operación dragón marino, patrulló en labores de búsqueda y rescate. El O'Hare retornó el 17 de diciembre vía Canal de Suez, completando su circunnavegación. Permaneció a lo largo de la costa este hasta enero de 1969 cuando con la 32 escuadra de destructores (DesRon 32) volvió a ser desplegado al mediterráneo.
El O'Hare fue desplegado de nuevo en Vietnam el 1 de diciembre de 1972, donde proporcionó fuego de apoyo durante el resto del año. se convirtió en el último buque de la armada de los Estados Unidos basado en la costa este en circunavergar el globo tras su despliegue en Vietnam durante su retorno a los Estados Unidos. durante su viaje, cruzó el ártico el 17 de septiembre de 1972, y pasó a través del Canal de Panamá el 6 de diciembre de 1972.  
El O'Hare fue dado de baja en la armada de los Estados Unidos el 31 de octubre de 1973 y transferido en alquiler a la Armada Española, y fue definitivamente borrado del registro naval el 2 de junio de 1975.

### Armada Española:Méndez Núñez(D-63)

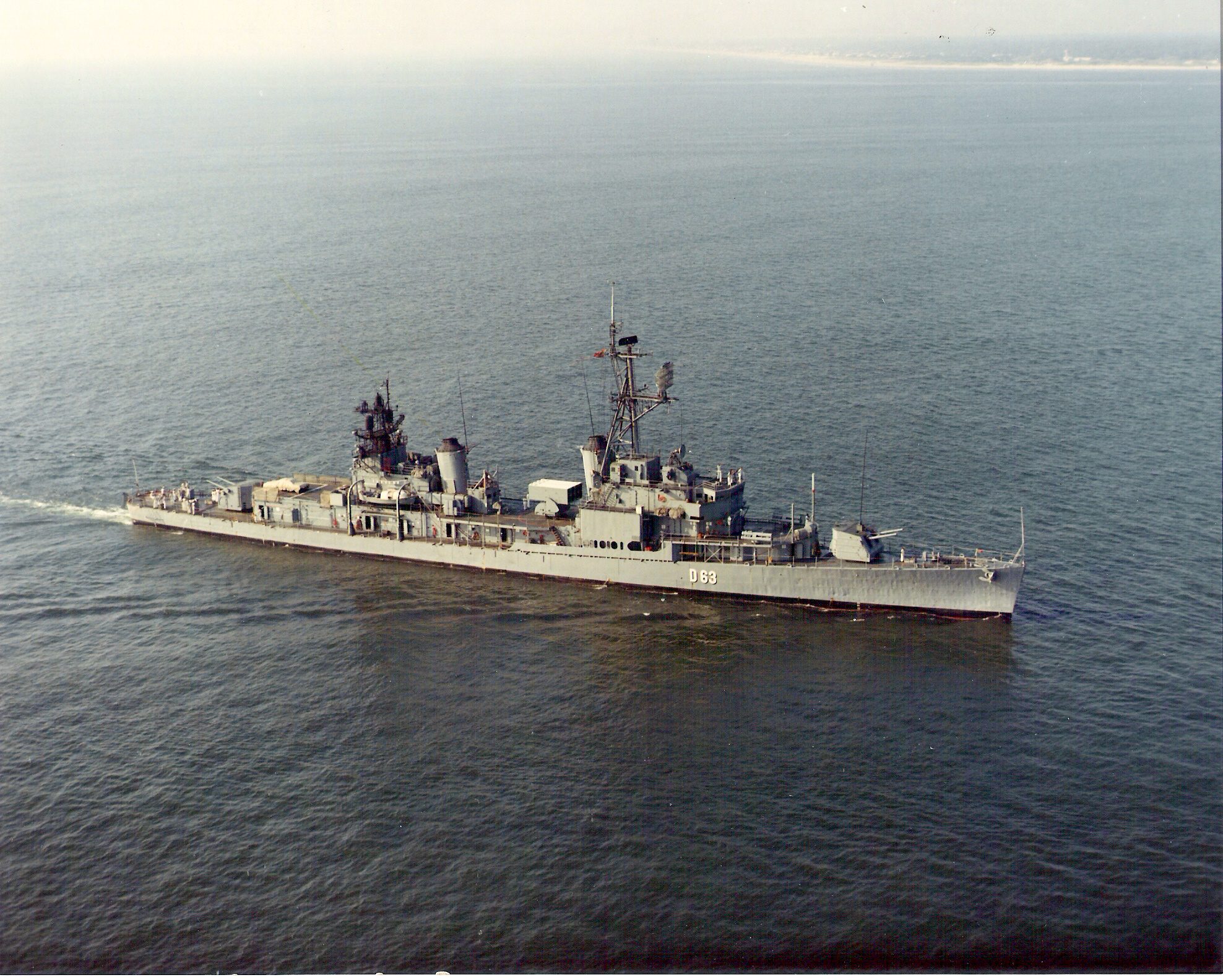
Méndez Núñez (D-63), navegando en 1973.

El O'Hare fue alquilado a España el 31 de octubre de 1973, y posteriormente, fue adquirido definitivamente el 17 de mayo de 1978. En la Armada Española, sirvió con el nombre y numeral Méndez Núñez (D-63), convirtiéndose en el tercer buque en la historia de la armada en portar este nombre.
En la armada, fue asignado a la 11.ª Escuadrillas de Escolta, con base en Ferrol, que fueron apodados como «los ciegos de la once», por estar asignados a la escuadrilla once (iniciales de la Organización Nacional de Ciegos de España), y por lo poco eficaz de sus sensores al final de su vida útil.
El Méndez Núñez participó en la evacuación del Sahara en 1975 tras la marcha verde, y fue dado de baja y desguazado en 1992.